# Jambon (Indonésie)
Pour les articles homonymes, voir Jambon (homonymie).
Jambon (prononcer "djamebone", dérivé de jambu, "goyave") est un village d'Indonésie situé dans la province de Java central. En 2012, il comptait 8 719 habitants.